# 颈棱蛇
颈棱蛇（学名：Pseudagkistrodon rudis）为游蛇科颈棱蛇属的唯一一种，俗名“伪蝮蛇”。

## 特征
雄性长60～80厘米，雌性长约1米；头部呈三角形，颈部明显；头背为黑褐色，上下唇淡橘红色；体背为棕褐色，背中线两侧具有黑褐色斑块28～33个，腹部为深褐色，杂有黑色花纹，儘管是模仿了毒蛇，头部呈三角形，此物種還是有存在著輕微的毒性，但有被低估了毒性的可能性。

## 分布
在中国大陆，分布于浙江、安徽、福建、江西、湖南、广西、四川、贵州、云南等地，多栖息于海拔较高的山区林间或草丛中。该物种的模式产地在云南东川。

## 亚种
- 颈棱蛇西昌亚种（学名：Pseudagkistrodon rudis multiprefrontalis），Zhao et Jiang于1981年命名。在中国大陆，分布于四川等地。该物种的模式产地在四川西昌。[2]
- 颈棱蛇指名亚种（学名：Pseudagkistrodon rudis rudis），Boulenger于1906年命名。在中国大陆，分布于华中、华南、云贵高原等地。该物种的模式产地在云南东川。[3]

## 保护
本种于2023年被收录入《有重要生态、科学、社会价值的陆生野生动物名录》。